# تو و من (ترانه وان دایرکشن)
«تو و من» تک‌آهنگی از وان دایرکشن است که در ۱۵ آوریل ۲۰۱۴ منتشر شد.
این تک‌آهنگ در چارت‌های ایرلند جزو ده ترانه اول قرار گرفت.